# Католицизм в Йемене
Католицизм в Йемене. Католическая церковь в Йемене является частью всемирной Католической церкви. Точную численность католиков в Йемене определить невозможно, по одним данным в 1998 году их число оценивалась в 3 тысячи человек, по другим данным в начале XXI века их число составляло около 6 тысяч. Большинство католиков составляют рабочие-эмигранты. Католическая община в Йемене входит в состав апостольского викариата Южной Аравии с центром в городе Абу-Даби.

## История
В 1841 году в Адене, бывшим крупным портовым городом, была основана миссия для проживавших там иностранцев-католиков, которую возглавил священник Серафини из ордена сервитов. В 1854 году миссия была преобразована в апостольскую префектуру Адена, пастырское попечение над которой было поручено монахам из ордена капуцинов.
4 мая 1888 года Святой Престол преобразовал апостольскую префектуру в апостольский викариат Адена. В 1889 году апостольский викариат Адена был переименован в апостольский викариат Аравии, чья территория охватывала весь Аравийский полуостров.
29 июня 1953 года апостольский викариат Аравии передал часть своей территории (Северная Аравия) для новой апостольской префектуры Кувейта (сегодня — Апостольский викариат Северной Аравии).
В 1973 году центр апостольского викариата Аравии был перенесён из Йемена в Объединённые Арабские Эмираты, а в 2011 году он был переименован в апостольский викариат Южной Аравии. В 1998 году были установлены дипломатические отношения между Йеменом и Святым Престолом. В том же 1998 году в Йемене на почве религиозной нетерпимости были убиты три монахини из конгрегации сестёр миссионерок любви, после чего власти страны выразили соболезнования и усилили защиту христианских служителей. В 2004 году президент Йемена Али Абдалла Салех совершил визит в Ватикан и охарактеризовал отношения Йемена и Святого Престола, как превосходные.

## Современное состояние
Согласно Конституции Йемена ислам является государственной религией страны, шариат составляет основу законодательства. Отношение к католикам из числа эмигрантов терпимое, функционированию католических приходов препятствий со стороны властей не чинится.
В настоящее время в стране действуют четыре прихода:
- Церковь Святого Франциска Ассизского (Аден);
- Церковь Святого Сердца, Ходейда;
- Церковь Марии, помощницы христиан, Сана;
- Церковь Святой Терезы из Лизьё, Таиз.

В стране по данным на 2005 год служат 9 священников, 4 монаха и 28 монахинь.